# I'm Goin' to Praiseland
I'm Goin' to Praiseland, llamado Nos vamos a Jubilandia en España y Veneración a la Homero en Hispanoamérica, es un episodio perteneciente a la duodécima temporada de la serie animada Los Simpson, estrenado en Estados Unidos el 6 de mayo de 2001. Fue escrito por Julie Thacker, dirigido por Chuck Sheetz y la estrella invitada fue Shawn Colvin como Rachel Jordan. En el episodio, Ned Flanders decide cumplir con la última voluntad de Maude, su esposa fallecida: construir un parque temático cristiano. 

## Sinopsis
Todo comienza con un festival de helados en la iglesia la cual era dirigido por el Reverendo Lovejoy. Durante el festival, Ned Flanders conversa con la familia Simpson. Pero este se siente nervioso por la presentación de Rachel Jordan, la cantante cristiana de música country (quien ya había aparecido en un episodio anterior). Homer decide agilizar las cosas y hacer que Ned y Rachel conversen.
Tras una conversación corta, Rachel se queda en la casa de Ned ya que Homer así lo sugirió. Llegando a casa, Rachel nota que Ned aun recuerda a su esposa Maude a tal punto de tener casi una obsesión. Mientras ella estaba dormida, Ned le corta el cabello para hacerlo igual al de Maude. De repente, Rachel se asusta y huye de la casa. Es cuando Ned reconoce que no pudo olvidar a su esposa fallecida.
Para poder frenar su obsesión, le pide a la familia Simpson que se deshagan de todos los recuerdos de Maude que estuviesen en la casa Flanders. Al ver que hay muchas cosas que deshacer, Homer lleva una trituradora y sin la más mínima consideración, destruye todas las pertenencias de Maude. Al ver que su habitación estaba casi vacía, Ned se siente triste pero de pronto, Bart ve que un cuaderno no fue destruido y se lo entrega a Ned, quien nostálgico, reconoce que es un cuaderno de dibujos que era de Maude, entre los que estaba un proyecto de un parque de diversiones cristiano llamado Praiseland (Venerilandia en Hispanoamérica). Tras notar el concepto del proyecto, Todd y Rodd sugieren a su padre que construya dicho parque y aunque Ned era algo pesimista, Bart, Lisa y Marge lo convencen por lo que Homer se ve obligado a seguir a su familia para ayudar a Ned..
Con la ayuda de los Simpson y muchos ciudadanos de Springfield, Flanders construye Praiseland como un tributo a Maude, colocando una gran estatua de Maude en la plaza cercana a la entrada al parque. Sin embargo, una vez que Praiseland abre sus puertas, no tiene mucho éxito, pues todos lo consideran aburrido. Flanders, desilusionado, suelta una máscara de Maude al piso y esta se eleva en el aire y flota enfrente de la estatua de Maude. Los visitantes creen que se trata de un milagro. Tras este hecho, el director Seymour Skinner se acerca a la estatua y empieza a retorcerse en el suelo. Al reaccionar, Skinner les dice que ha visto el cielo por lo que todos los que se arrodillan frente a la estatua comienzan a tener visiones sobre el cielo. Con esto, Ned toma estos sucesos como producto de la "Maude Milagrosa".
Convencido por Homer, Ned decide cobrarle a la gente para tener sus visiones, argumentando que para no obtener crédito por un supuesto milagro divino, donará el dinero al orfanato. Sin embargo, pronto descubre, junto con Homer, que las visiones eran producidas por una tóxica fuga de gas. Homer considera que esto podría ser malo pero también podría que no. Esto porque todos los ciudadanos de Springfield vivían en paz. Pero de pronto, ven a los huérfanos colocar velas cerca de la fuga de gas, lo que podría ocasionar una explosión. En su intento de detener a los huérfanos, sin querer les terminan haciendo daño y Homer y Ned son mal vistos como agresores de niños, provocando que la gente se sienta indignada y se vaya. Tras las aclaraciones dadas, Ned está obligado a cerrar Praiseland. Finalmente, Rachel Jordan se reencuentra con él (con una peluca para aparentar) y le pregunta sobre el cierre del parque. Tras todo lo que pasó, Ned la invita a salir para conversar.
En la noche, Ned y Rachel acomodan el colchón de la cama donde dormía Maude, y ambos se van a ver una película. debajo de la cama, está Homer quien se siente feliz por Ned, terminando así el episodio.